# قطار شهری برن
قطار شهری برن (آلمانی: S-Bahn Bern) قطار شهری و حومه در برن، سوئیس است.
این قطار شهری که در سال ۱۹۷۴ تأسیس شده دارای ۱۳ خط می‌باشد و روزانه ۱۷۵٬۰۰۰ مسافر را جابه‌جا می‌کند.

## نگارخانه

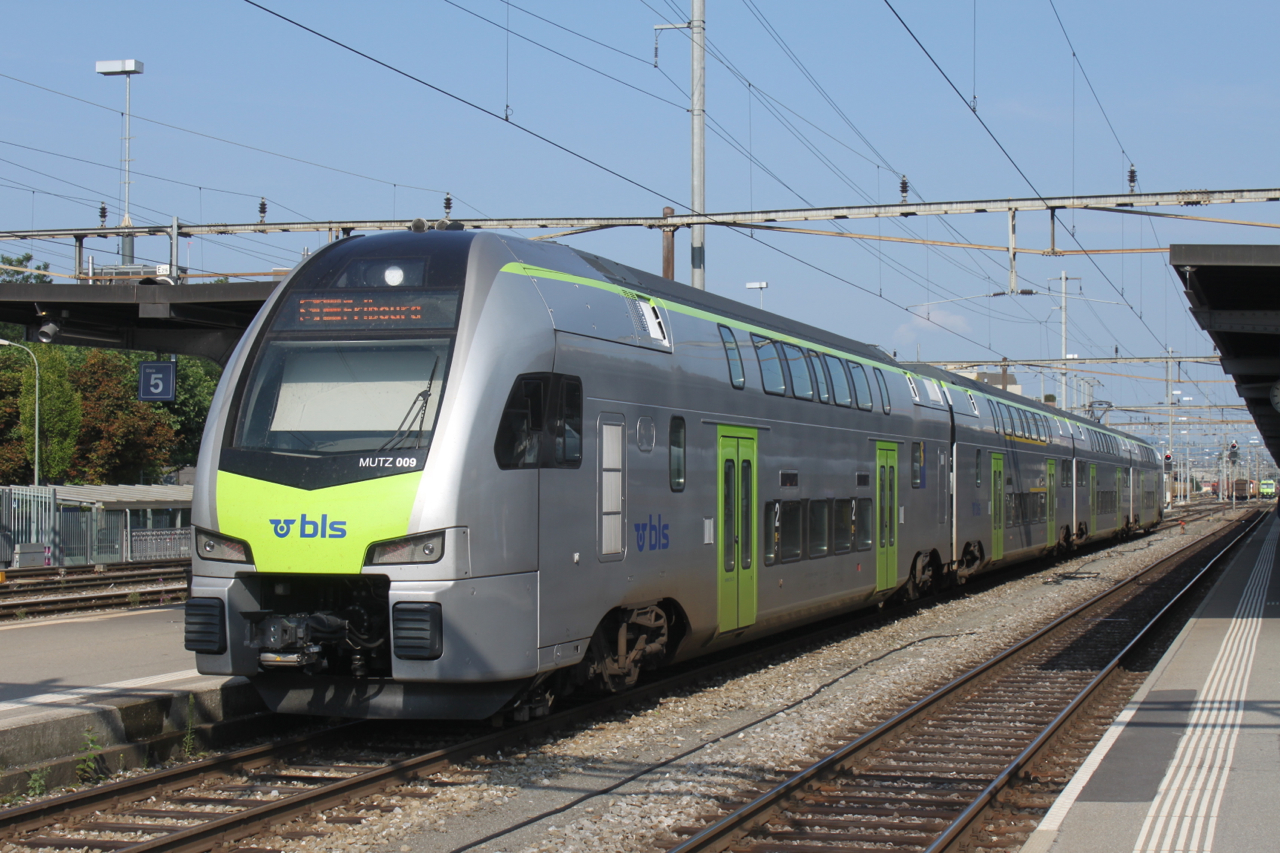
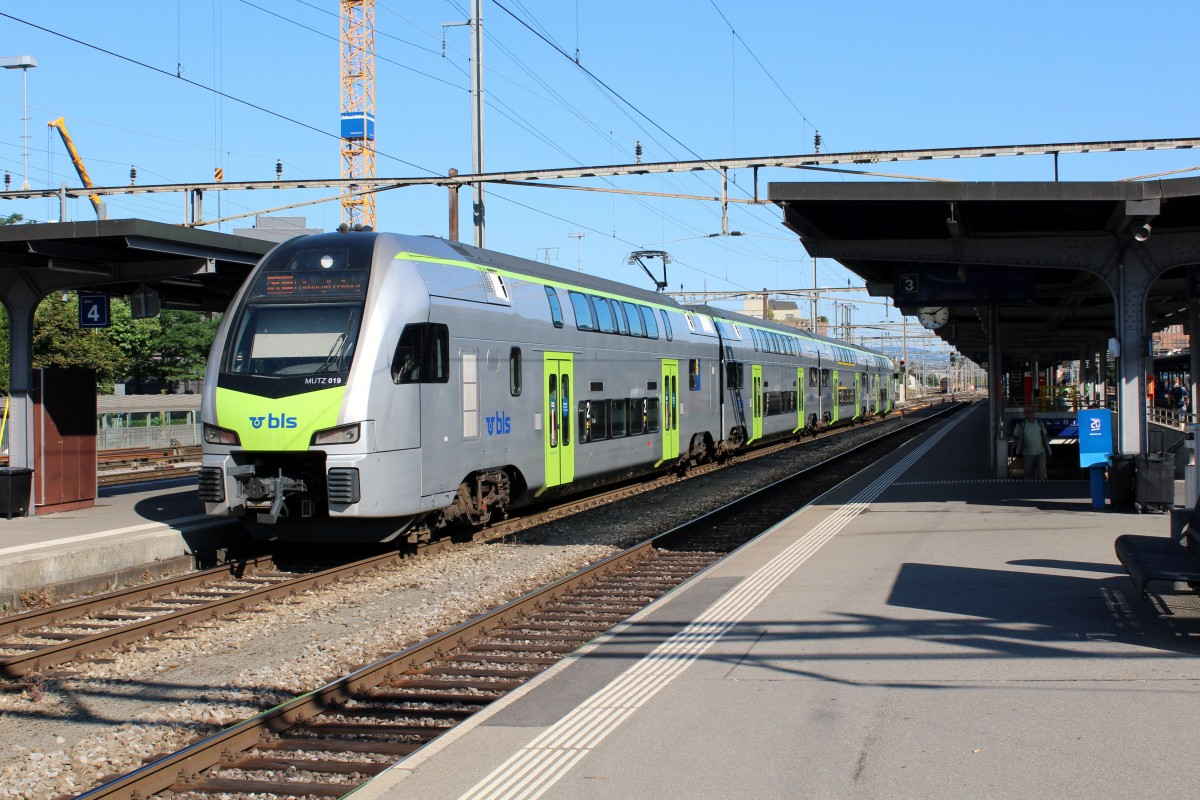
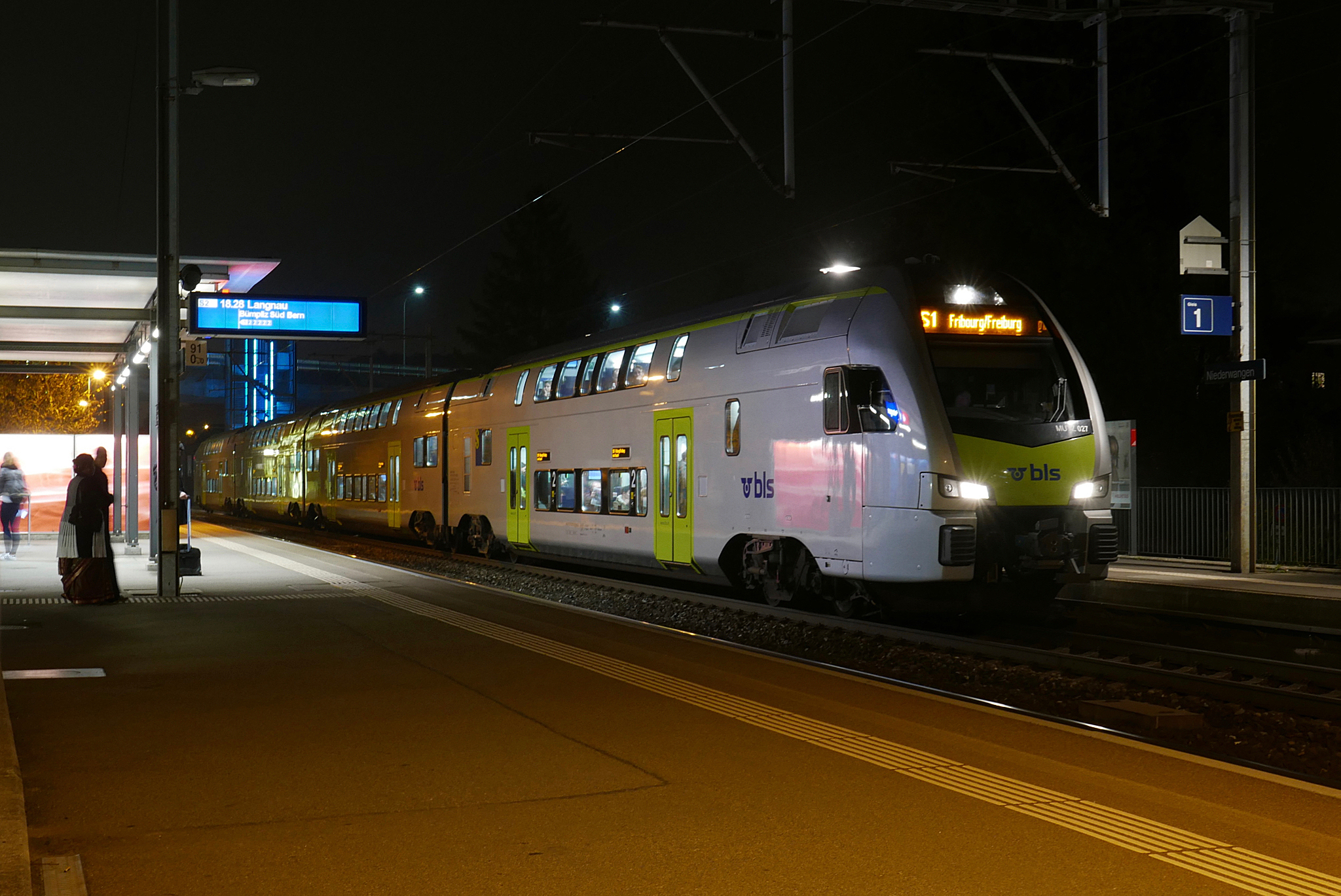
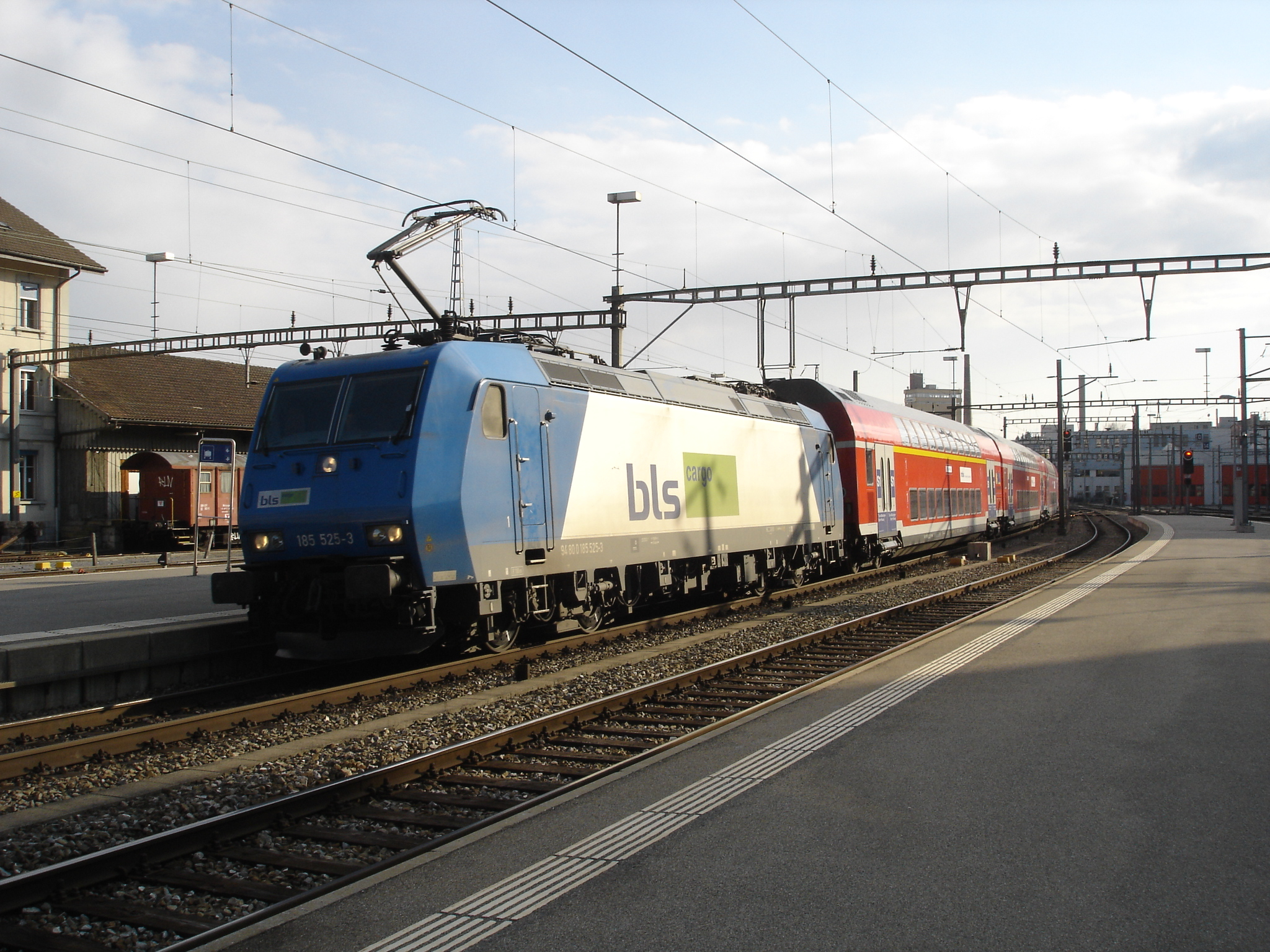
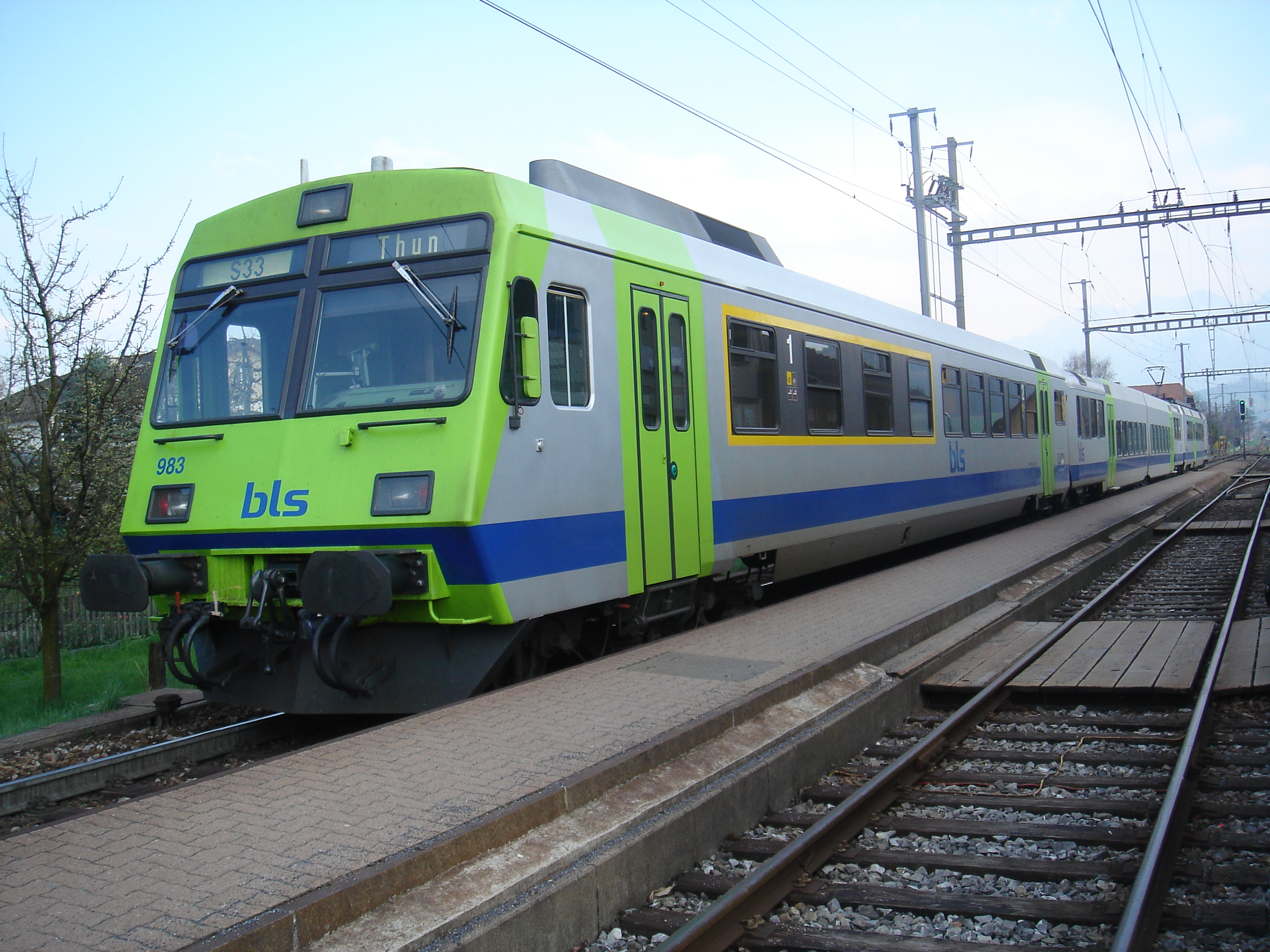